# Маруся (дача)
Дача Маруся — особняк в посёлке Семеиз в Крыму, расположенный по адресу ул. Героя Советского Союза Н. Т. Васильченко, 13, постройки начала XX века, построенный в 1905 году Я. П. Семёновым по его же проекту.

## Дача Маруся
В 1903 году Варвара Андреевна Чуйкевич приобрела у владельцев Нового Симеиза братьев И. С. Мальцова и Н. С. Мальцова для своей двадцатилетней дочери Марии Брониславовны Солововой (вероятно, внебрачной, записанная в документах, как дочь сестры Варвары Андреевны Софьи и её мужа Бронислава Оттоновича Гротто-Слепиковского — сейчас особняк фигурирует, как Дача Маруся Гротто-Слепиковской М. Б.) дачный участок № 62 площадью 410 квадратных саженей (примерно 18,6 сотки) и № 55 в 510 квадратных саженей (23 сотки) у первой владелицы Амалии Фердинандовны Сухоручкиной на самой западной, верхней окраине тогдашнего Нового Симеиза. По имеющимся данным, двухэтажное здание с трёхэтажной центральной «башней», на 12 комнат, сооружённое по проекту и под руководством главного зодчего Нового Симеиза, военного инженера генерал-майора Я. П. Семёнова, было завершено 1905 году. Усадьба вначале использовалась, как пансион, а позже на ней жили сами владельцы, приезжая летом на море. В усадьбе был устроен живописный сад, в нём — маленький садовый домик, в котором любили жить супруги Солововы.

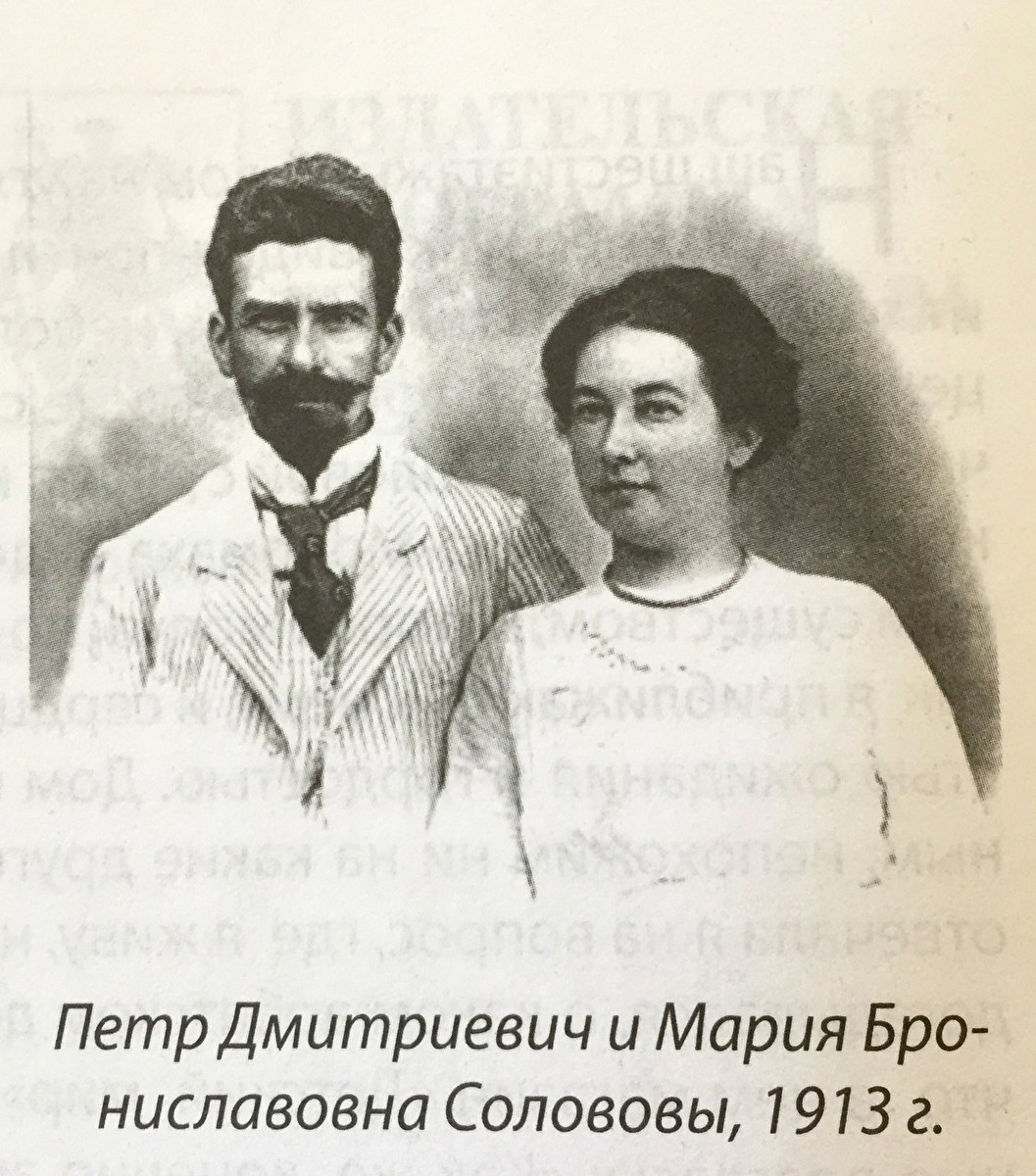
Солововы
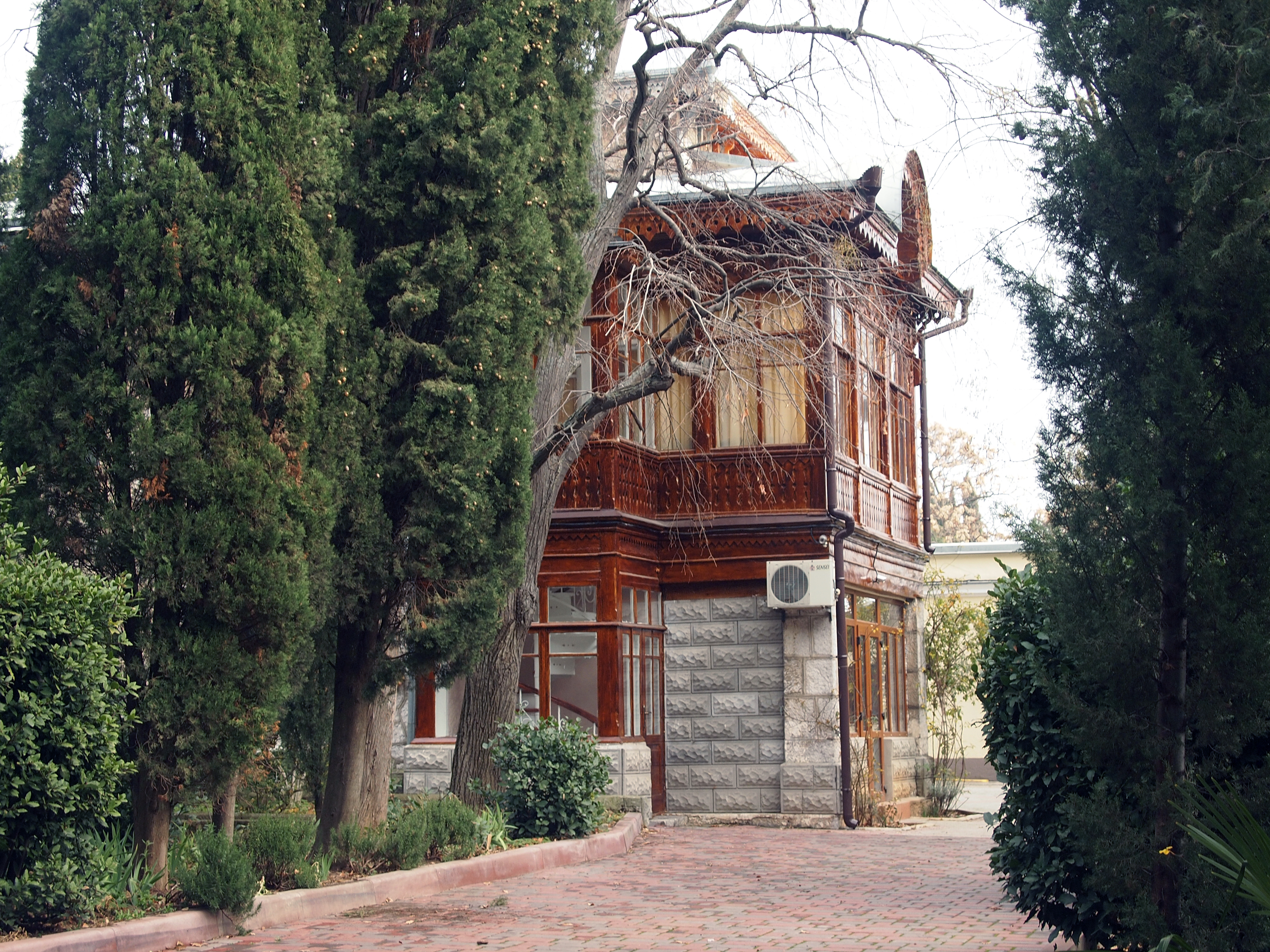
Современный вид.

## После революции
16 декабря 1920 года приказом председателя Революционного комитета Крыма были изъяты «из частного владения как разных ведомств, так и частных лиц все имения Южного берега Крыма в районе от Судака до Севастополя включительно» и передавались в ведение специально созданного Управления Южсовхоза.
Дача прекрасно сохранилась до наших дней: усадьба много лет была в ведении санатория Министерства обороны, впоследствии приватизирована. Сейчас бывшая дача с прилегающей территорией —трёхзвёздочный гостевой дом «Вилла Эдем».